# Estación de Ubero
Ubero fue una estación de trenes que se encuentra en Matías Romero Avendaño, Oaxaca.

## Historia
La estación fue construida por el antiguo Ferrocarril Nacional de Tehuantepec por concesión número 2. En junio de 1879, se aprobó el contrato celebrado con el Sr. Learned del 19 de enero de 1878, y el 6 de noviembre de 1880 se fijó el trayecto de la línea. Por decreto del 30 de mayo de 1882, se autorizó al Ejecutivo Federal para la construcción de un ferrocarril por el Istmo y el 24 de julio del mismo año se dictaron las resoluciones y disposiciones relativas á proceder a los trabajos preliminares a la construcción del Ferrocarril Interoceánico por aquel Istmo. Por contrato del 27 de febrero de 1888, se autorizó a los Señores C. S. Stanhope, J. H. Hampson y E. L. Corthell, para la construcción del Ferrocarril Nacional de Tehuantepec. La construcción del ferrocarril se terminó el 15 de octubre de 1894.